# Strange Is This World
Strange Is This World ist das erste englischsprachige Soloalbum des polnischen Künstlers Czesław Niemen. Es erschien 1972 in Westdeutschland bei CBS Records.

## Hintergrund
1967 hatte Niemen auf der Midem-Musikmesse in Cannes einen Preis als erfolgreichster polnischer Schallplattenkünstler sowie eine Auszeichnung der US-Zeitschrift Billboard entgegengenommen. CBS schloss daraufhin mit ihm für die westliche Welt einen Plattenvertrag. Nach Presseberichten erhoffte CBS sich von osteuropäischen Künstlern Impulse und Steigerungen der Verkaufszahlen. Die Platte ist keine Übertragung der ersten Niemen-LP Dziwny jest ten świat, sondern eine Zusammenstellung anderer Titel und enthält nur vier statt 16 Stücke. Das Titelstück ist im Vergleich zur polnischen Fassung deutlich länger.
An der Produktion war auch die polnische Band SBB beteiligt.

„Ich wollte etwas Neues einleiten, original zur Rockmusik.“

## Titelliste
1. Strange Is This World –  (Text Czesław Niemen)  6:05
2. Why Did You Stop Loving Me –  (Text Paweł Brodowski)  12:05
3. I’ve Been Loving You Too Long –  (Musik Otis Redding, Text Jerry Butler)  4:13
4. A Song for the Deceased –  (Text Jarosław Iwaszkiewicz, Übersetzung Paweł Brodowski)  13:18